# Pimpla hubendickae
Pimpla hubendickae är en stekelart som beskrevs av Ian D. Gauld 1991. Pimpla hubendickae ingår i släktet Pimpla och familjen brokparasitsteklar. Inga underarter finns listade i Catalogue of Life.